# Воронівщина (Миргородський район)
Воро́нівщина — село в Україні, в Миргородському районі Полтавської області. Населення становить 25 осіб на 2020 р. Входить до складу Великобудищанської сільської громади.
Після ліквідації Гадяцького району у липні 2020 року увійшло до Миргородського району.

## Географія
Село Воронівщина розташоване на відстані 0.5 км від села Морозівщина.
По селу тече струмок, що пересихає із заґатою.
Поруч пролягає автомобільний шлях Т 1705.

## Історія
- 1920 — дата заснування.
- Село постраждало внаслідок геноциду українського народу, проведеного окупаційним урядом СССР 1923—1933 та 1946–1947 роках.
- До 2019 року орган місцевого самоврядування — Мартинівська сільська рада.